# Angrogna
Angrogna (piemontesisch Angreugna, okzitanisch Angruenha) ist eine Gemeinde in der italienischen Metropolitanstadt Turin (TO) (Region Piemont) in den  Cottischen Alpen.

### Bevölkerungsentwicklung

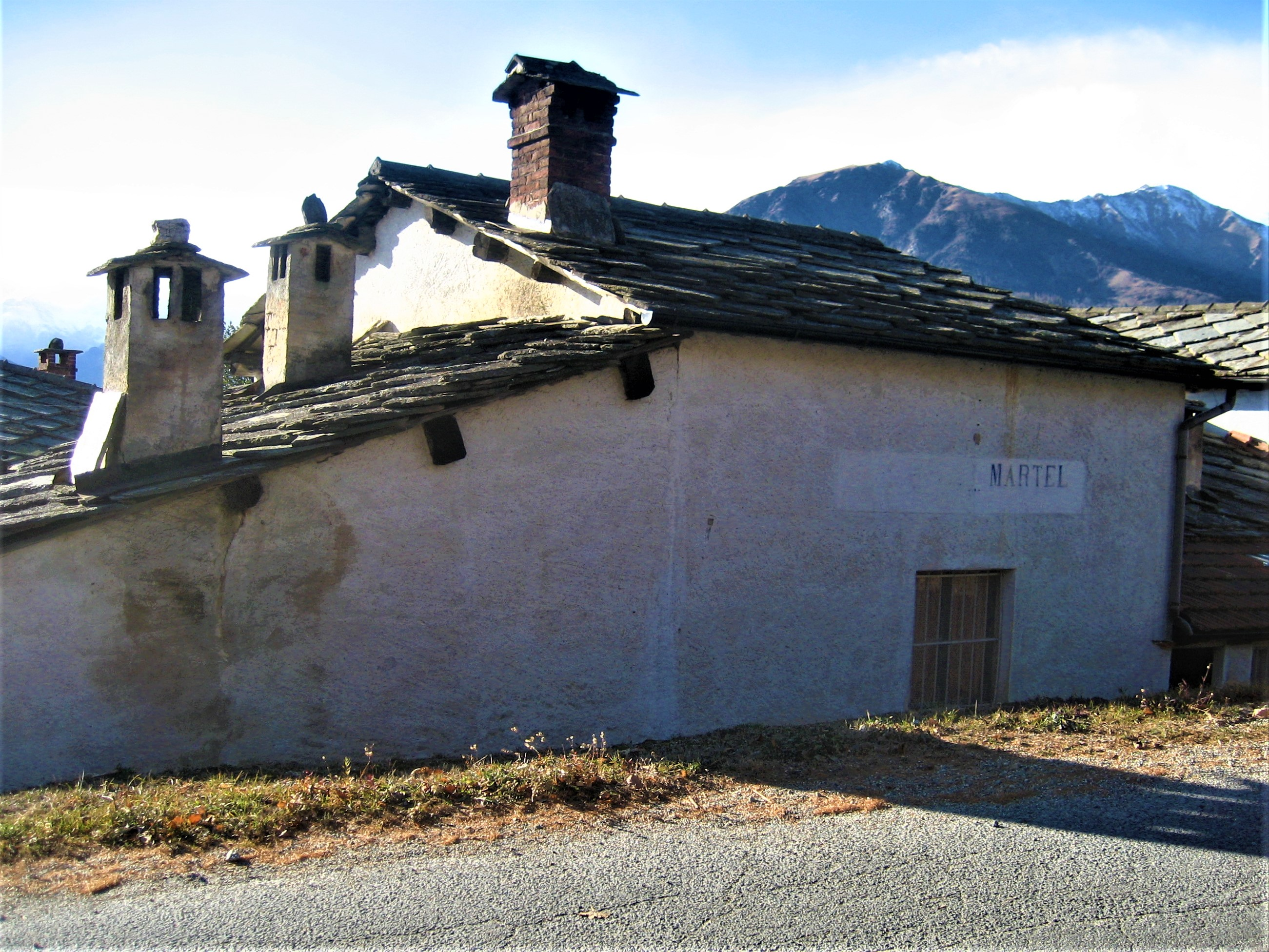
Weiler Martel im Angrognatal

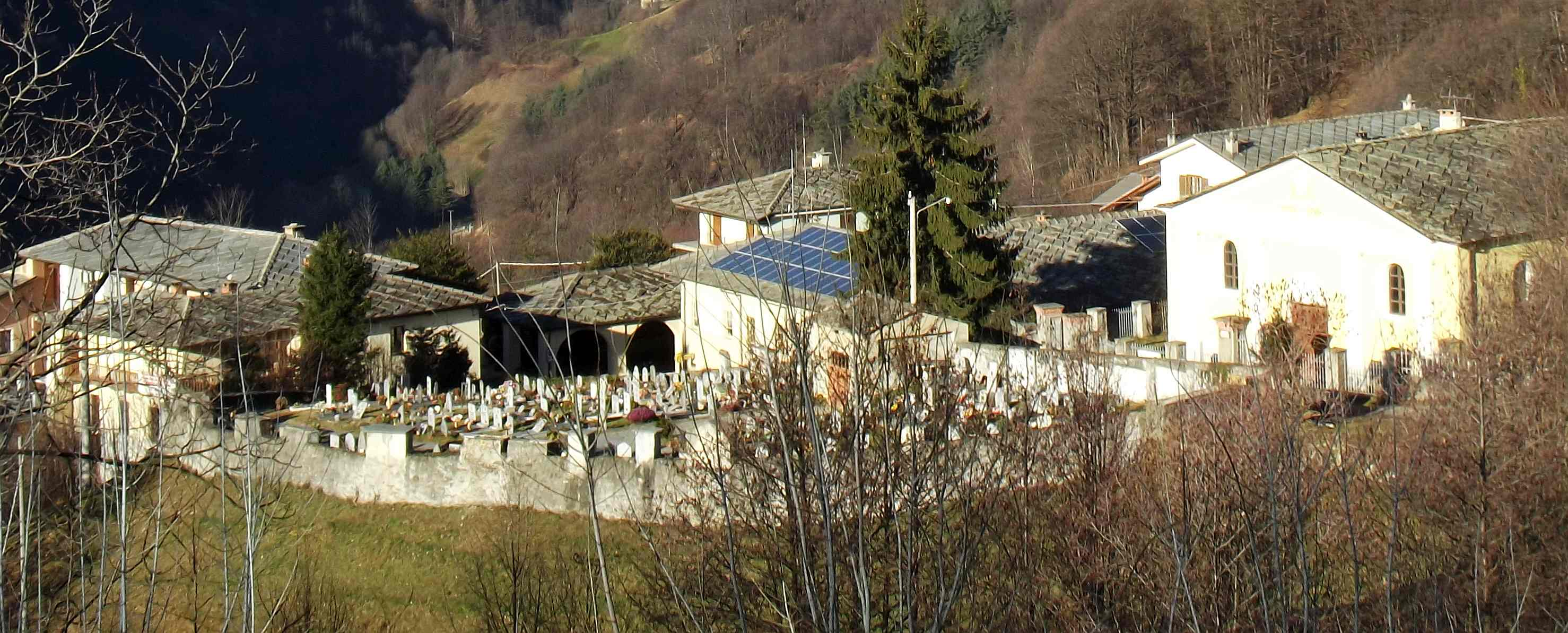
Panorama des Hauptortes San Lorenzo

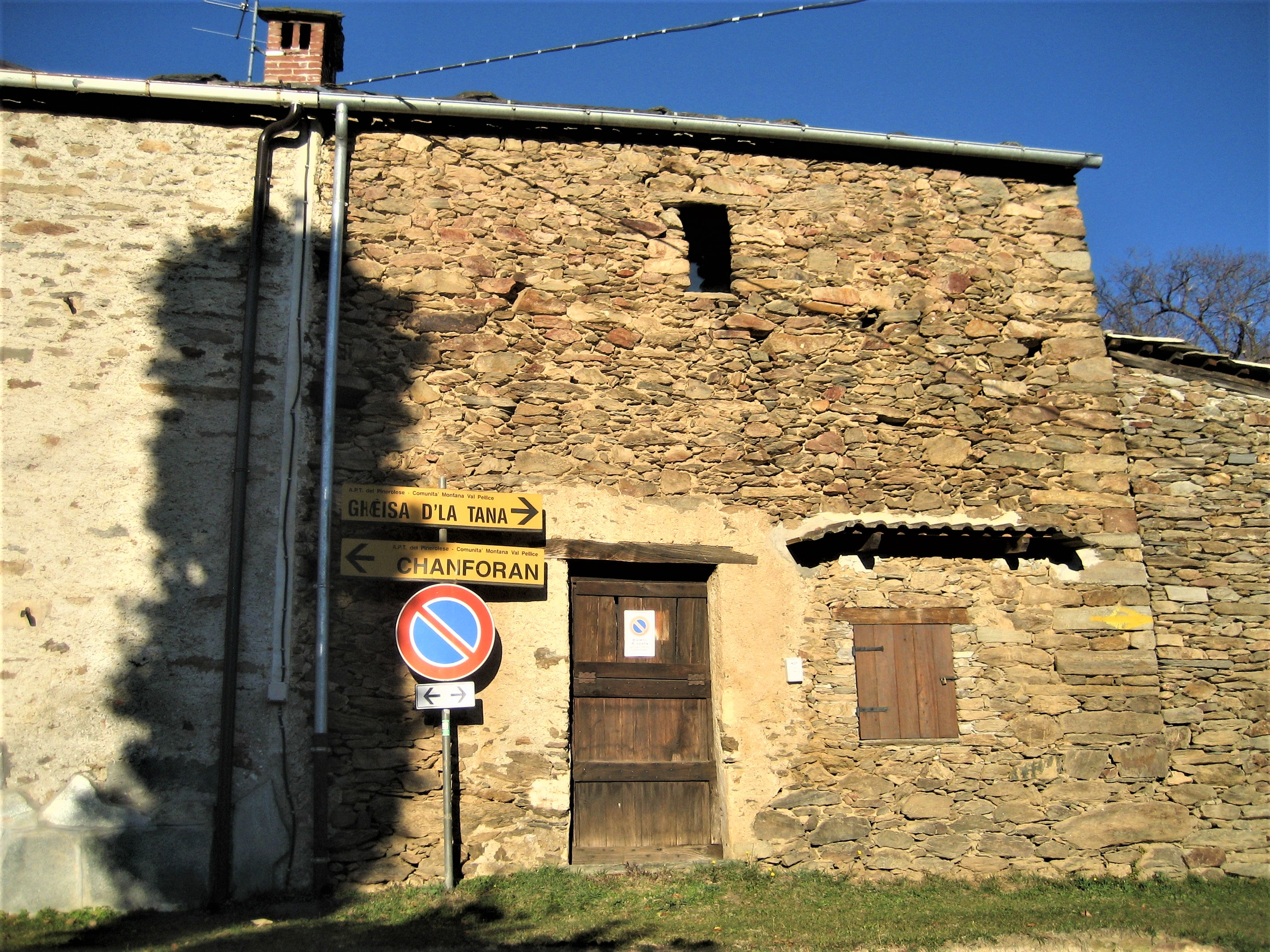
Weiler am Wanderweg im Angrognatal

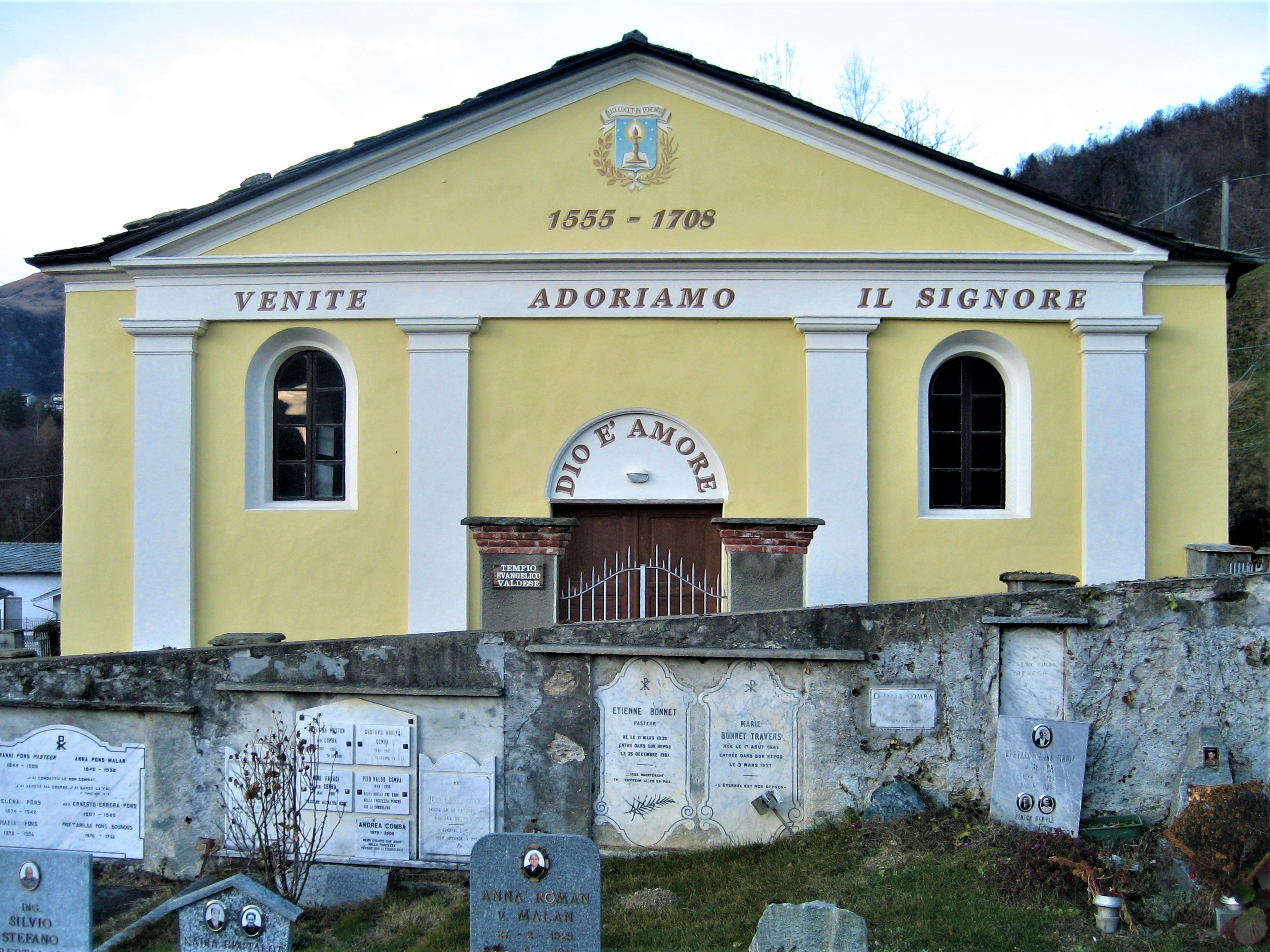
Tempio valdese del capoluogo San Lorenzo

Blick nach Serre im Angrognatal

## Lage und Einwohner
Angrogna liegt in einem kurzen Seitental des Val Pellice auf einer Höhe von 782 m über dem Meeresspiegel und hat 806 Einwohner (Stand 31. Dezember 2023).
Die Gemeinde besteht aus den Ortsteilen Baussan, Martel, Pradeltorno und Serre. Der Hauptort (oft als „capoluogo“ bezeichnet) trägt den Namen des Hl. Laurentius. Die neun Nachbargemeinden Angrognas sind Perrero, Prali, Pramollo, San Germano Chisone, Prarostino, Villar Pellice, Torre Pellice, Luserna San Giovanni und Bricherasio. Das Gemeindegebiet umfasst eine Fläche von 38 km². Der Name des Tals stammt von dem gleichnamigen Bach, der es durchzieht und in Torre Pellice in den Pellice mündet. Die Angrogna entspringt dem auf 2452 m Höhe gelegenen Lago della Sella Vecchia zu Füßen des 2832 m hohen Monte Rous.
Über den 1461 m hoch gelegenen Colle della Vaccera, wo sich das Rifugio Jumarre befindet, kann man zu Fuß Pramollo und San Germano Chisone erreichen. Der Pass befindet sich zwischen dem Monte Servin (1756 m), an dessen Hang sich eine beeindruckende Felsformation befindet, und dem Monte Castelletto (1512 m). Unweit des Colle della Vaccera befindet sich die „Roccia del profeta“ (dt. Fels des Propheten), die diesen Namen aufgrund ihrer Form trägt, die einem menschlichen Gesicht mit Bart auf verblüffende Weise ähnelt. Von Torre Pellice führt eine asphaltierte, befahrbare Straße beinahe bis zum Pass, wohingegen die ersten vier Kilometer in Richtung Val Chisone auf einem Kieselweg beschritten werden müssen. Um zum Colle della Vaccera zu gelangen, muss man rechts abbiegen, fährt man hingegen weiter geradeaus, gelangt man nach San Lorenzo, von wo eine weitere, nach rechts abbiegende Straße nach Serre führt. Die Hauptstraße geht stattdessen in Richtung Pra del Torno, das man erreicht, wenn man an der nächsten Kreuzung rechts abbiegt. An dieser Kreuzung führt eine tiefer gelegene Straße entlang der Angrogna zurück nach Torre Pellice.
Etwas unterhalb von Pra del Torno kann man auf einem ausgeschilderten Weg zum Rifugio Barfè wandern, von wo aus man auch den rund 2100 m hohen Monte Vandalino besteigen kann.

## Geschichte
In der Vergangenheit spielte Angrogna eine wichtige Rolle als Rückzugsort für die Waldenser zur Zeit der Verfolgungen. So gelang es den Waldensern, hier – genauer: im Ortsteil Pra del Torno – die Angriffe der von Giorgio Costa della Trinità angeführten savoyischen Truppen  Emanuel Philberts während des Religionskrieges von 1561 in einer Art Guerillakrieg zurückzuschlagen. Dies ermöglichte in der Folge den Frieden von Cavour.
Am 12. September 1532 fand in der Nähe von Serre die Synode von Chanforan statt, in deren Verlauf die Waldenser aus dem Burgund, Lothringen, Piemont, Kalabrien und Böhmen sich – nicht zuletzt wegen des Einflusses  Wilhelm Farels – für den Anschluss an die Reformation nach französisch-schweizerischer Prägung entschieden.
1555 wurde im Hauptort San Lorenzo der Tempio del capoluogo, die erste Waldenserkirche, gebaut. Er wurde jedoch bereits 1561 zerstört und nach dem Friedensvertrag von Cavour wieder aufgebaut. 1655 während den Massakern der piemontesischen Ostern wurde die Kirche erneut geschleift, danach wieder errichtet. 1686 wurde sie nochmals abgebrochen, und 1708 konnte sie auf den Ruinen neu erstellt, 1847 und 1880 erneuert und ausgebaut werden.
Im Dorf Serre wurde nach der glorreichen Rückkehr (italienisch: glorioso rimpatrio) einiger Waldenser aus Deutschland und der Schweiz ab 1690 eine neue Waldenserkirche gebaut, der Tempio valdese del Serre di Angrogna. Sie wurde 1811 mit einem Glockenturm ergänzt.
Die Bedeutung des Ortes für die waldensische Geschichte spiegelt sich auch darin wider, dass die Waldenser von ihren Feinden lange Zeit als „angrognini“ (dt.: „die aus Angrogna“) bezeichnet wurden.
Noch heute zeugen zahlreiche Monumente und Orte von der Geschichtsträchtigkeit des Ortes, etwa die Waldenserkirche Ciabas, das Denkmal von Chanforan, die Scuola Odin-Bertot, die Grotte Gueiza d’la Tana (evtl. ehemaliger Ort der Kultausübung) oder das sogenannte Coulège de barbe oberhalb von Pra del Torno.

## Persönlichkeiten
- Antoine Monastier (1774–1852), französisch-schweizerischer evangelischer Geistlicher und Historiker